# Montrose (Iowa)
Montrose es una ciudad ubicada en el condado de Lee en el estado estadounidense de Iowa. En el Censo de 2010 tenía una población de 898 habitantes y una densidad poblacional de 305,21 personas por km².

## Geografía
Montrose se encuentra ubicada en las coordenadas 40°31′36″N 91°25′00″O / 40.52667, -91.41667. Según la Oficina del Censo de los Estados Unidos, Montrose tiene una superficie total de 2.94 km², de la cual 2.9 km² corresponden a tierra firme y (1.41%) 0.04 km² es agua.

## Demografía
Según el censo de 2010, había 898 personas residiendo en Montrose. La densidad de población era de 305,21 hab./km². De los 898 habitantes, Montrose estaba compuesto por el 98.22% blancos, el 0.45% eran afroamericanos, el 0% eran amerindios, el 0.33% eran asiáticos, el 0% eran isleños del Pacífico, el 0% eran de otras razas y el 1% pertenecían a dos o más razas. Del total de la población el 0.56% eran hispanos o latinos de cualquier raza.